# Битка код Острога Камена
Битка код Острога Камена био је бој малоруских козачких устаника против (католичке) пољске репресије, 25. марта 1596. у близини Беле Цркве. Козаке је водио хетман Северин Наливајко а пољску војску хетман Станислав Жолкевски.

## Историја
После пораза пољске претходнице Ћирила Ружинског, који је имао око 500 војнка, у битку стиже краљеви хетман Станислав Жолкевски, са главном војском; 3220 пољских хусара, 1338 оклопљених хоругва, 800 најамника и 1244 обичних војника, са 24 топова. Због премочи Пољака Козаци су одступали до Острога Камена, код Беле Цркве.
Тамо су се утврдили са лагером коњских возова, одбрану је чинио ред ширине 5 возова. Због јаке утврде пољски хетман Жолкевски оклевао је да започне напад, поготово због јаке артиљерије и доброг утврђења. На другој страни бојао се да током ноћи искористе хлад и преко мочвара побегну. Жолкевски се бојао да би могући дубоки снег успорио његово снабдевање, зато је прешао у напад. Пољаци су опколили козачки камп и напали са свих позиција.
Прво су хтели да одмакну возове, који су чинили добру одбрану од пољске коњице. Козаци су их дочекали силним огњем из топова и пушчане паљбе од Козака, који су се крили испод возова. Напад Пољака је био, уз велике жртве са обе стране, одбијен. На козачкој страни убијен је пуковник Саша Федорович, док је био хетман Матеј Шаула тешко рањен.
Пољаци су се повукли до Беле Цркве, а Козаци су прешли Дњепар до недалеког Трипоља.
- Пољско краљеви хетман Станислав Жолкевски
- Козачки хетман Северин Наливајко